# Alt Schönau
Alt Schönau è una frazione del comune tedesco di Peenehagen, nel Meclemburgo-Pomerania Anteriore.

## Storia
Alt Schönau fu citata per la prima volta nel 1230 come Schonowhage, e costituiva un possedimento dell'abbazia di Broda.
Il 1º gennaio 2005 il comune di Alt Schönau fu fuso con il comune di Lansen, formando il nuovo comune di Lansen-Schönau, a sua volta divenuto parte, il 1º gennaio 2012, del nuovo comune di Peenehagen.